# Punta Levalle
Punta Levalle (spanisch) ist eine Landspitze von Half Moon Island im Archipel der Südlichen Shetlandinseln. Sie liegt unmittelbar östlich der Landspitze Punta Pallero und ragt in die Moon Bay hinein.
Argentinische Wissenschaftler benannten sie. Der weitere Benennungshintergrund ist nicht überliefert.